# Барабащук, Николай Григорьевич
Николай Григорьевич Барабащук (укр. Микола Григорович Барабащук; 23 февраля 1926 года, село Великий Луг, Житомирская область) — старший оператор производственного объединения «Дрогобычнефтепереработка» Министерства нефтеперерабатывающей и нефтехимической промышленности СССР, Львовская область, Украинская ССР. Герой Социалистического Труда (1971).

## Биография
Родился в 1926 году в крестьянской семье в селе Великий Луг. Участвовал в Великой Отечественной войне. С 1951 по 1980-х годов — рабочий, помощник оператора, оператор, старший оператор атмосферно-вакуумной установки цеха № 1 Дрогобичского нефтеперерабатывающего завода № 2 (с 1963 по 1972 года — производственное объединение «Дрогобычнефтепереработка», с 1972 года — Дрогобичский перерабатывающий завод). В 1953 году вступил в КПСС.
Бригада Николая Барабащука досрочно выполнила задания и социалистические обязательства восьмой пятилетки. Указом Президиума Верховного Совета СССР от 20 апреля 1971 года «за выдающиеся успехи в выполнении заданий пятилетнего плана, внедрение передовых методов труда и достижение высоких технических и производственных показателей» удостоен звания Героя Социалистического Труда с вручением ордена Ленина и золотой медали «Серп и Молот».
Избирался депутатом Львовского областного Совета народных депутатов 14 — 17 созывов (1973—1982), делегатом XXIV съезда КПСС.
После выхода на пенсию проживал в Дрогобиче.
Награды
- Герой Социалистического Труда
- Орден Ленина
- Орден Октябрьской революции
- Орден Отечественной войны 2 степени (06.04.1985)[1]
- Медаль «В ознаменование 100-летия со дня рождения Владимира Ильича Ленина»